# Muli (stato)
Lo Stato di Muli fu uno stato principesco del subcontinente indiano, avente per capitale la città di Muli.

## Storia
Lo stato di Muli venne fondato nel XV secolo dai rajput Parmar, provenienti dall'area dell'odierno Pakistan.
Lo stato divenne il teatro di una battaglia tra le famiglie Chabhad e Parmar, dove questi ultimi trionfarono pur disponendo uomini di cinque volte inferiori ai loro nemici.
Lo stato era composto in tutto da 24 villaggi (paragana).
Il 15 febbraio 1948 entrò a far parte dell'Unione Indiana.

## Governanti
I regnanti di Muli avevano il titolo di thakur.